# فصل انار
فصل انار فیلمی در ژانر اجتماعی به نویسندگی و کارگردانی محسن شرفی‌نیا و تهیه‌کنندگی علی سرتیپی، محصول سال ۱۳۹۳ است. این فیلم نخستین فعالیت سینمایی شرفی‌نیا است. «فصل انار» از جشنواره فیلم ایرانی تورنتو جایزه بهترین کارگردانی، بهترین بازیگر نقش اول مرد و دیپلم افتخار بازیگر زن را دریافت کرده‌است.

## خلاصهٔ داستان
رضا معلولی است که قصد ازدواج با دخترخاله معلول خود را دارد ولی به خاطر مخالفت پدرش که اخیراً از دنیا رفته نمی‌تواند رضایت مادربزرگش را که تنها ولی اوست، جلب کند.

## بازیگران
- محمدرضا فروتن
- ماه چهره خلیلی
- شقایق فراهانی
- امید روحانی